# Lisa F. Oesterheld

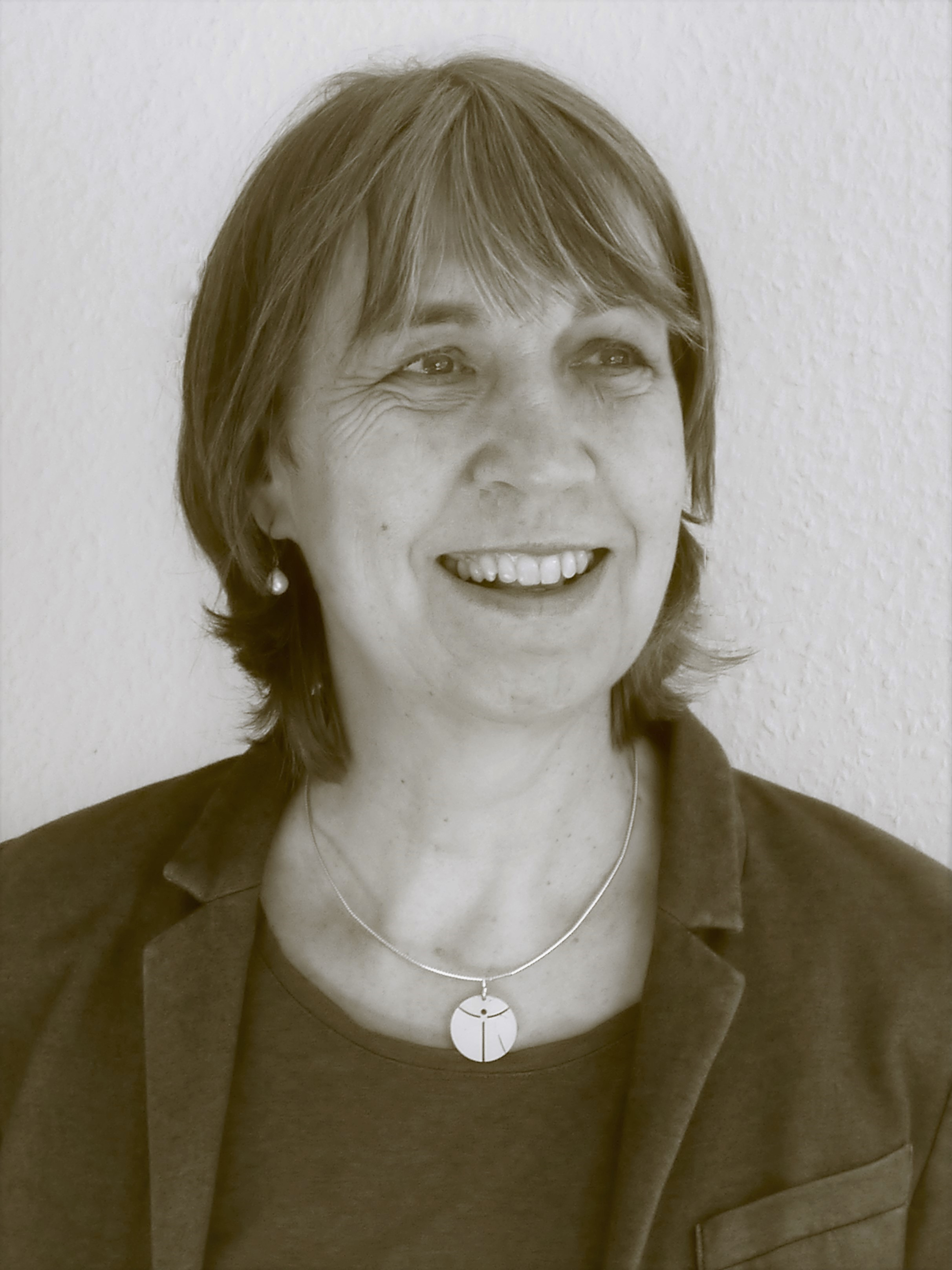
Lisa F. Oesterheld

Lisa F. Oesterheld (* 1957 in Gelsenkirchen-Buer als Elisabeth Franziska Geilich) ist eine deutsche Autorin geistlicher Literatur.

## Leben

### Ausbildungen
Oesterheld wuchs in Reinbek auf und besuchte dort das Sachsenwaldgymnasium. Sie studierte Sozialpädagogik an der Katholischen Fachhochschule Norddeutschland in Vechta (1976–1980) und absolvierte Praktika in verschiedenen Feldern sozialer Arbeit in Deutschland, Frankreich und England. Von 1999 bis 2003 folgte eine Ausbildung zur Pastoralreferentin am Institut für Diakonat in Münster und Zusatzausbildungen in Geistlicher Begleitung, Exerzitienleitung und Bibliodramaleitung.

### Arbeitsfelder
1979 begann sie mit Sozialarbeit in der Arche in Hamburg, aus der ab 1981 das 4. Hamburger Frauenhaus hervorging. 1981–1985 gehörte sie zum pastoralen Team der Hamburger Studierendengemeinde.
1985–1999 leitete sie gemeinsam mit ihrem Ehemann Michael Oesterheld das Bildungs- und Exerzitienhaus Ökonomie Burg Dinklage auf
Burg Dinklage. Dort errichteten die beiden auch die Martinsscheune, eine Herberge für Menschen in Not. Gemeinsam mit den Benediktinerinnen vom Kloster Burg Dinklage konnten sie 1997 die Abschiebung einer ukrainischen Familie verhindern, die dort Asyl gesucht hatte.
Von 1999 bis 2007 arbeitete Lisa Oesterheld in der Seelsorge der Pfarrei Mariä Himmelfahrt Vechta; 2007–2021 übernahm sie die Leitung des Sachbereichs Exerzitien und Spiritualität im Bischöflich Münsterschen Offizialat Vechta.
Seit 2006 ist sie als Autorin mit dem Schwerpunkt Lyrik tätig. Sie veröffentlichte Gedichtbände, Beiträge in Anthologien und Zeitschriften sowie regelmäßig auch im Internet. Sie hält Lesungen im norddeutschen Raum, oft als Dialoglesung mit Michael Oesterheld. Ein anderer Schwerpunkt sind Schreibworkshops mit dem Schwerpunkt Spiritualität und Schreiben, deren Ansatz sie in ihrem Praxisbuch Beten mit dem Bleistift im Vorwort darlegt: „Im Prozess des Schreibens können wir die göttliche Gegenwart erfahren.“

### Privates
Sie lebt seit 1999 gemeinsam mit ihrem Mann Michael Oesterheld in Vechta. Das Paar ist seit 1982 verheiratet und Eltern von zwei erwachsenen Kindern.
2018 war Lisa F. Oesterheld in Vechta Ideengeberin und Projektleiterin des Schreibprojektes „Alle Welt staunt“.

## Werke

### Gedichtbände
- Durch die Herzhaut – verdichtete Gotteserfahrungen. Geest-Verlag 2006, ISBN 978-3-86685-043-9.
- In Worten zelten – durchlichtete Gedichte. Geest-Verlag 2007, ISBN 978-3-86685-100-9.
- Wortgrün – Gedichte. Geest-Verlag 2009, ISBN 978-3-86685-196-2.
- Bleibe im Wind – Gedichte und Erzählungen. Geest-Verlag 2012, ISBN 978-3-86685-367-6.
- Gottesschimmer – Geistliche Gedichte, Echter Verlag Würzburg 2016, ISBN 978-3-429-03982-0.
- Hymne ans Leben – Gedichte, Echter Verlag, Würzburg 2019, ISBN 978-3-429-05430-4.
- Im Gotteshaus der Poesie – Gedanken, Gedichte, Gebete, franziskanische Akzente Bd. 42, hrsg. von Mirjam Schambeck sf und Cornelius Bohl ofm, Echter Verlag, Würzburg 2025, ISBN 978-3-429-06760-1

### Bücher zur spirituellen Praxis
- Beten mit dem Bleistift, Echter Verlag Würzburg 2022, ISBN 978-3-429-05798-5.[4][5]
- Gottesmomente – Impulse zu Advent, Echter Verlag Würzburg 2023, ISBN 978-3-429-05888-3.[6]

### Beiträge in Anthologien
- mit Markus Roentgen und Maren-Magdalena Sorger: Memos an Gott. Geest-Verlag 2009.
- mit Markus Roentgen und P. Bernhard Leisenheimer OSC: Memos an Gott II. Geest-Verlag 2011.
- Ellen Römer: Der Lärm verstummt, bis Stille ist in dir. Geest-Verlag 2012.
- Freier Deutscher Autorenverband Niedersachsen: Zeilen und Zeiten. 26 Autorinnen schildern Zeiterfahrungen. Geest-Verlag 2015.
- Rainer Rakow: Mensch sein, Herz haben, sich empören! Anthologie der 8. Berner Bücherwochen, Geest-Verlag 2021.
- Rainer Rakow: Sei Mensch, hab Herz. Anthologie. Geest-Verlag 2021.
- Volker Friebel: Quarantäne unter Sternen – Haiku Jahrbuch 2021. Hrsg. Volker Friebel. Edition blaue Felder, Bod, Norderstedt, 2022, ISBN 978-3-7557-9162-1
- mit Sr. Birgitte Herrmann: Erinnern in einer vergesslichen Welt – Kloster Esterwegen. Hrsg. Sr. Birgitte Herrmann, Lisa F. Oesterheld, Selbstverlag, 2022, ISBN 978-3-00-072898-3.
- Volker Friebel: Temperatursturz – Haiku Jahrbuch 2022. Hrsg. Volker Friebel. Edition blaue Felder, boD, Norderstedt. 2023, ISBN 978-3-7460-6678-3
- Volker Friebel: Aufbrüche – Haiku Jahrbuch 2023. Hrsg. Volker Friebel. Edition blaue Felder, boD, Norderstedt, 2024, ISBN 978-3-7597-1269-1
- St. Benno Verlag: Alles hat seine Zeit – Gedanken, Meditationen, Impulse zu Kohelet. St. Benno Verlag, Leipzig, 2024, ISBN 978-3-7462-6612-1
- Volker Friebel: Im Gegenlicht – Haiku Jahrbuch 2024. Hrsg. Volker Friebel. Edition blaue Felder, BoD, Norderstedt, 2025, ISBN 978-3-8192-4463-6

### Ehrungen – Auszeichnungen
- 2014 Autorin beim Hildesheimer Lesezeichen (Gedichtpräsentation in der Stadt)
- 2017 Autorin beim Hildesheimer Lesezeichen (Gedichtpräsentation im Hauptbahnhof)[7]
- 2021 Sonderpreis „Bester lyrischer Beitrag“ der 8. Berner Bücherwochen
- 2023 Autorin beim Hildesheimer Lesezeichen (Gedichtpräsentation in der Innenstadt)
- 2024 Auswahlliste zum Haiku-Preis 2024 von Haiku-heute[8]